# Mazop
Mazop ist eine osttimoresische Aldeia im Suco Ai-Assa (Verwaltungsamt Bobonaro, Gemeinde Bobonaro). 2015 lebten in der Aldeia 151 Menschen.

## Geographie
Mazop liegt im Westen des Sucos Ai-Assa. Südwestlich befindet sich die Aldeia Laho, südöstlich die Aldeia Odelgomo, nordöstlich die Aldeia Oalgomo und nördlich die Aldeia Ai-Assa. Im Nordwesten grenzt Mazop an den Suco Oeleo.
Die Grenze zu Odelgomo bildet der Fluss Masi. In ihn mündet im Osten der Laco. Dieser Fluss fließt aus Laho in den Nordwesten von Mazop, nahe der Grenze zu Oeleo, knickt dann nach Südosten ab, folgt einem Teil der Grenze zur Aldeia Ai-Assa und durchquert dann den Nordosten Mazops. Im Osten der Aldeia mündet der Masi in den Laco. Weiter östlich fließt der Laco in den Loumea. Bei der Mündung des Laco in den Masi liegt zwischen den Flüssen der Berg Lolo Mazop (655 m).
Vom Westhang des Berges Mazop senkt sich bis zum Nachbargipfel das Dorf Mazop herab. Die Grundschule Mazop liegt bereits in der Nachbar-Aldeia Laho.

## Politik
2023 wurde Luis Maia zum Chefe de Aldeia gewählt.